# 清水芽衣
清水 芽衣（しみず めい、1990年6月3日 - ）は、日本の元子役、元女優、元声優。日本芸術高等学園卒業。東京都出身。以前はスペースクラフト、ブロッサム・エンターテイメントに所属していた。

## 出演
太字はメインキャラクター。

### テレビアニメ
- おとぎストーリー 天使のしっぽ（2001年 - 2003年、カエルのルル[2][3][4][5]）- 2シリーズ[注釈 1]

### 特撮
- 仮面ライダーウィザード（2012年11月25日、テレビ朝日）第12話

### CD
- 天使のしっぽ シリーズ
  - 天使のピクニック（P.E.T.S.）
  - オープニング&エンディングテーマ『天使のしっぽ/One Drop』（歌:P.E.T.S.）
  - 天使のしっぽ ラジオ体操〜ココロ体操 [第一]（守護天使・小学生チーム）
  - 天使のしっぽ キャラクターソング&オリジナルサウンドトラック 天使のうたごえ（P.E.T.S.）
  - 天使のしっぽ ドラマCD（カエルのルル）
  - 天使のしっぽ ベストヴォーカルプラス 天使といつまでも。（カエルのルル）

### テレビドラマ
- MAGISTER NEGI MAGI 魔法先生ネギま!（2007年 - 2008年、四葉五月[6]）
- メンタル強め美女白川さん 第9話（2022年6月2日、テレビ東京）‐ 三谷 役

### 舞台
- ネルケプランニング「女の平和」（2011年12月3日 - 11日、俳優座劇場）
- 郡司企画★アプローズカンパニー「舞台「アリス〜不思議の国の物語」」（2012年4月11日 - 15日、銀座みゆき館劇場）

### バラエティ
- U-15.F スキにさせて!（2003年）

### 教育番組
- スーパーえいごリアン